# Pic de Hourgade
Le pic de Hourgade est un sommet montagneux des Pyrénées culminant à 2 964 mètres d'altitude. Il est situé à la limite entre le Luchonnais dans la Haute-Garonne et les Hautes-Pyrénées.
C'est le plus haut sommet du chaînon de Hourgade, lui-même inclus dans le massif de Perdiguère.